# Lampetis insolens
Lampetis insolens es una especie de escarabajo del género Lampetis, familia Buprestidae. Fue descrita científicamente por Kerremansen  1919.